# Transferencia electrónica (química)
No confundir con transferencia (electrónica).
La transferencia electrónica en magnetoquímica y química cuántica puede entenderse como el proceso a través del cual un electrón pasa de un orbital {\displaystyle \Psi _{A}} centrado en un átomo A a un orbital {\displaystyle \Psi _{B}} centrado en un átomo B. De forma algo más rigurosa, se ve como una interacción entre los orbitales {\displaystyle \Psi _{A}} y {\displaystyle \Psi _{B}}, que da lugar a orbitales {\displaystyle \Psi _{+}} ("enlazante") y {\displaystyle \Psi _{-}} ("antienlazante").
Si la combinación simétrica es el estado fundamental, el efecto es esencialmente el de un enlace entre los átomos A y B, con las salvedades de que será un enlace mucho más débil de los usuales, y que será un enlace monoelectrónico, frente a los habituales, que son bielectrónicos.
Si la combinación de orbitales antisimétrica es la de menor energía, tenemos el fenómeno opuesto, un antienlace, (débil y monoelectrónico).
La transferencia electrónica es un fenómeno de gran relevancia en los compuestos de valencia mixta, esto es, aquellos en los que no es posible definir un estado de oxidación claro para dos o más átomos, y en los que es más adecuado pensar en un estado de oxidación intermedio.